# مونبلييه (فيرمونت)
مونتبليير (بالإنجليزية: Montpelier)‏هي عاصمة ولاية فيرمونت الأمريكية ومقر مقاطعة واشنطن. وباعتبارها موقع حكومة ولاية فيرمونت، فهي أقل عاصمة ولاية سكانا في الولايات المتحدة.  بلغ عدد السكان في تعداد عام 2010 ما مجموعه 7,855 نسمة. ومع ذلك، فإن عدد السكان يتضخم في النهار إلى حوالي 21,000 نسمة، وذلك بسبب العدد الكبير من الوظائف ضمن حدود المدينة.  تقع كلية فيرمونت للفنون الجميلة ومعهد نيو إنغلاند للطبخ في البلدة. وتمت تسميتها على مدينة مونبلييه في جنوب فرنسا.

## التركيبة السكانية
حدّد مكتب تعداد الولايات المتحدة بيانات التركيبة السكانية لمونبلييه في تعداد الولايات المتحدة. في ما يلي، التركيبة السكانية حسب تعدادي 2000 و 2010.

### تعداد عام 2000
بلغ عدد سكان مونبلييه 8,035 نسمة بحسب تعداد عام 2000، وبلغ عدد الأسر 3,739 أسرة وعدد العائلات 1,940 عائلة مقيمة في المدينة. في حين سجلت الكثافة السكانية 302.8 نسمة لكل كيلومتر مربع (784.2/ميل2). وبلغ عدد الوحدات السكنية 3,899 وحدة بمتوسط كثافة قدره 146.9 لكل كيلومتر مربع (380.5/ميل2).
وتوزع التركيب العرقي للمدينة بنسبة 96.55% من البيض و 0.65% من الأمريكيين الأفارقة و 0.24% من الأمريكيين الأصليين و 0.82% من الأمريكيين ذوي الأصول الآسيوية و 0.01% من سكان جزر المحيط الهادئ و 0.39% من الأعراق الأخرى و 1.34% من عرقين مختلطين أو أكثر و 1.41% من الهسبانيون أو اللاتينيون من أي عرق.
بلغ عدد الأسر 3,739 أسرة كانت نسبة 27.3% منها لديها أطفال تحت سن الثامنة عشر تعيش معهم، وبلغت نسبة الأزواج القاطنين مع بعضهم البعض 38.5% من أصل المجموع الكلي للأسر، ونسبة 10.1% من الأسر كان لديها معيلات من الإناث دون وجود شريك، بينما كانت نسبة 3.4% من الأسر لديها معيلون من الذكور دون وجود شريكة وكانت نسبة 48.1% من غير العائلات. تألفت نسبة 39.4% من أصل جميع الأسر من عدة أفراد يعيشون في نفس المنزل ونسبة 13.1% كانت تتألف من شخص يعيش بمفرده يبلغ من العمر 65 عاماً أو أكثر. وبلغ متوسط حجم الأسرة المعيشية 2.09، أما متوسط حجم العائلات فبلغ 2.84.
بلغ العمر الوسطي للسكان 40.5 عاماً. وكانت نسبة 21.2% من القاطنين تحت سن الثامنة عشر، وكانت نسبة 7.6% بين الثامنة عشر والرابعة والعشرين عاماً، ونسبة 27.5% كانت واقعةً في الفئة العمرية ما بين الخامسة والعشرين والرابعة والأربعين عاماً، ونسبة 26.9% كانت ما بين الخامسة والأربعين والرابعة والستين، ونسبة 14.2% كانت ضمن فئة الخامسة والستين عاماً فما فوق. يوجد لكل 100 أنثى 84.0 ذكر، ويوجد لكل 100 أنثى في الثامنة عشر من عمرها فما فوق 81.6 ذكر.
بلغ متوسط دخل الأسرة في المدينة 37,513 دولارًا، أما متوسط دخل العائلة فبلغ 51,818 دولارًا. وكان متوسط دخل الذكور 35,957 دولارًا مقابل 29,442 دولارًا للإناث. وسجل دخل الفرد الخاص بالمدينة 22,599 دولارًا. وكانت نسبة 7.2% من العائلات ونسبة 9.8% من السكان تحت خط الفقر، وكان من هؤلاء نسبة 13.5% تحت سن الثامنة عشر ونسبة 5.7% في الخامسة والستين من العمر وما فوق.

### تعداد عام 2010
بلغ عدد سكان مونبلييه 7,855 نسمة بحسب تعداد عام 2010، وبلغ عدد الأسر 3,786 أسرة وعدد العائلات 1,868 عائلة مقيمة في المدينة. في حين سجلت الكثافة السكانية 296 نسمة لكل كيلومتر مربع (766.6/ميل2). وبلغ عدد الوحدات السكنية 4,034 وحدة بمتوسط كثافة قدره 152 لكل كيلومتر مربع (393.7/ميل2).
وتوزع التركيب العرقي للمدينة بنسبة 93.72% من البيض و 1.01% من الأمريكيين الأفارقة و 0.29% من الأمريكيين الأصليين و 2.18% من الأمريكيين ذوي الأصول الآسيوية و 0.03% من سكان جزر المحيط الهادئ و 0.43% من الأعراق الأخرى و 2.34% من عرقين مختلطين أو أكثر و 2.11% من الهسبانيون أو اللاتينيون من أي عرق.
بلغ عدد الأسر 3,786 أسرة كانت نسبة 23.5% منها لديها أطفال تحت سن الثامنة عشر تعيش معهم، وبلغت نسبة الأزواج القاطنين مع بعضهم البعض 35.9% من أصل المجموع الكلي للأسر، ونسبة 9.8% من الأسر كان لديها معيلات من الإناث دون وجود شريك، بينما كانت نسبة 3.6% من الأسر لديها معيلون من الذكور دون وجود شريكة وكانت نسبة 50.7% من غير العائلات. تألفت نسبة 41% من أصل جميع الأسر من عدة أفراد يعيشون في نفس المنزل ونسبة 13.9% كانت تتألف من شخص يعيش بمفرده يبلغ من العمر 65 عاماً أو أكثر. وبلغ متوسط حجم الأسرة المعيشية 2.02، أما متوسط حجم العائلات فبلغ 2.74.
بلغ العمر الوسطي للسكان 43.3 عاماً. وكانت نسبة 18.8% من القاطنين تحت سن الثامنة عشر، وكانت نسبة 6.5% بين الثامنة عشر والرابعة والعشرين عاماً، ونسبة 26.7% كانت واقعةً في الفئة العمرية ما بين الخامسة والعشرين والرابعة والأربعين عاماً، ونسبة 32.6% كانت ما بين الخامسة والأربعين والرابعة والستين، ونسبة 15.3% كانت ضمن فئة الخامسة والستين عاماً فما فوق. وتوزع التركيب الجنسي للسكان بنسبة 46.3% ذكور و 53.7% إناث.

## المناخ
يظهر الجدول التالي التغييرات المناخية على مدار السنة لمونبلييه:
| البيانات المناخية لـمونبلييه                            | البيانات المناخية لـمونبلييه | البيانات المناخية لـمونبلييه | البيانات المناخية لـمونبلييه | البيانات المناخية لـمونبلييه | البيانات المناخية لـمونبلييه | البيانات المناخية لـمونبلييه | البيانات المناخية لـمونبلييه | البيانات المناخية لـمونبلييه | البيانات المناخية لـمونبلييه | البيانات المناخية لـمونبلييه | البيانات المناخية لـمونبلييه | البيانات المناخية لـمونبلييه | البيانات المناخية لـمونبلييه |
| الشهر                                                   | يناير                        | فبراير                       | مارس                         | أبريل                        | مايو                         | يونيو                        | يوليو                        | أغسطس                        | سبتمبر                       | أكتوبر                       | نوفمبر                       | ديسمبر                       | المعدل السنوي                |
| ------------------------------------------------------- | ---------------------------- | ---------------------------- | ---------------------------- | ---------------------------- | ---------------------------- | ---------------------------- | ---------------------------- | ---------------------------- | ---------------------------- | ---------------------------- | ---------------------------- | ---------------------------- | ---------------------------- |
| الدرجة القصوى °ف (°م)                                   | 66 (19)                      | 61 (16)                      | 82 (28)                      | 90 (32)                      | 90 (32)                      | 95 (35)                      | 97 (36)                      | 97 (36)                      | 92 (33)                      | 84 (29)                      | 76 (24)                      | 67 (19)                      | 97 (36)                      |
| متوسط درجة الحرارة الكبرى °ف (°م)                       | 26.4 (−3.1)                  | 30.3 (−0.9)                  | 39.0 (3.9)                   | 53.3 (11.8)                  | 65.7 (18.7)                  | 74.3 (23.5)                  | 78.5 (25.8)                  | 76.7 (24.8)                  | 68.7 (20.4)                  | 56.0 (13.3)                  | 43.8 (6.6)                   | 31.6 (−0.2)                  | 53.7 (12.1)                  |
| متوسط درجة الحرارة الصغرى °ف (°م)                       | 7.0 (−13.9)                  | 9.5 (−12.5)                  | 18.9 (−7.3)                  | 31.5 (−0.3)                  | 41.9 (5.5)                   | 51.2 (10.7)                  | 55.7 (13.2)                  | 53.8 (12.1)                  | 46.1 (7.8)                   | 35.3 (1.8)                   | 26.9 (−2.8)                  | 14.4 (−9.8)                  | 32.7 (0.4)                   |
| أدنى درجة حرارة °ف (°م)                                 | −34 (−37)                    | −29 (−34)                    | −18 (−28)                    | 2 (−17)                      | 20 (−7)                      | 29 (−2)                      | 35 (2)                       | 31 (−1)                      | 20 (−7)                      | 14 (−10)                     | −7 (−22)                     | −27 (−33)                    | −34 (−37)                    |
| الهطول إنش (مم)                                         | 2.45 (62)                    | 2.04 (52)                    | 2.39 (61)                    | 2.66 (68)                    | 3.37 (86)                    | 3.80 (97)                    | 4.08 (104)                   | 4.01 (102)                   | 3.12 (79)                    | 3.44 (87)                    | 3.17 (81)                    | 2.74 (70)                    | 37.27 (949)                  |
| متوسط تساقط الثلوج إنش (سم)                             | 22.6 (57)                    | 18.0 (46)                    | 16.8 (43)                    | 4.9 (12)                     | 0.0 (0.0)                    | 0.0 (0.0)                    | 0.0 (0.0)                    | 0.0 (0.0)                    | 0.0 (0.0)                    | 0.9 (2.3)                    | 9.1 (23)                     | 21.9 (56)                    | 94.2 (239)                   |
| متوسط أيام هطول الأمطار (≥ 0.01 in)                     | 13.0                         | 11.2                         | 11.3                         | 12.6                         | 12.9                         | 12.4                         | 12.4                         | 11.7                         | 10.4                         | 12.3                         | 14.0                         | 14.4                         | 148.6                        |
| متوسط الأيام المثلجة (≥ 0.1 in)                         | 12.0                         | 9.1                          | 7.5                          | 3.3                          | 0.0                          | 0.0                          | 0.0                          | 0.0                          | 0.0                          | 0.9                          | 5.7                          | 11.7                         | 50.2                         |
| المصدر: NOAA (normals 1981–2010, extremes 1948–present) |                              |                              |                              |                              |                              |                              |                              |                              |                              |                              |                              |                              |                              |

## أعلام
- جورج آيكن
- ويليام تشارلز فيتزجيرالد
- ماسون إس. ستون
- روث باين بورغس
- أوغسطين كلارك
- هربرت توماس جونسون
- جيم ليرد
- بوب ييتس
- هاري ميزر
- براندان لان